# فالديمورو-سايرا
بلدية فالديمورو-سايرا (بالإسبانية: Valdemoro-Sierra)‏، هي إحدى بلديات مقاطعة قونكة إحدى مقاطعات إسبانيا، و التي تقع في منطقة قشتالة لا منتشا وسط البلاد, و المائلة لجهة الشرق من إسبانيا.
يبلغ عدد سكانها 158 نسمة وفقاً لإحصائية سنة (2007).